# Exobasidium unedonis
Exobasidium unedonis ist eine Pilzart der Familie der Nacktbasidienverwandten (Exobasidiaceae) aus der Ordnung Ustilaginomycotina. Sie ist ein Endoparasit des Westlichen Erdbeerbaums (Arbutus unedo). Symptome des Befalls durch den Pilz sind kleinwüchsige, gelbgrünlich bis rot verfärbte Blätter der Wirtspflanzen. Das Verbreitungsgebiet der Art umfasst den Mittelmeerraum.

## Merkmale

### Makroskopische Merkmale
Exobasidium unedonis ist mit bloßem Auge zunächst nicht zu erkennen. Symptome des Befalls sind deutlich verkleinerte, zunächst gelbgrün und schließlich rot verfärbte Blätter, die zudem deutlich verbreitert sind, sowie im Spätstadium auf der Blattunterseite hervortretendes Myzel.

### Mikroskopische Merkmale
Das Myzel von Exobasidium unedonis wächst wie bei allen Nacktbasidien interzellulär und bildet Saugfäden, die in das Speichergewebe des Wirtes wachsen. Die meist viersporigen Basidien sind unseptiert. Sie wachsen direkt aus der Wirtsepidermis oder aus Spaltöffnungen. Die kurz bananenartig geformten Sporen sind hyalin und 13–21 × 4–6 µm groß. Die Konidien sind länglich bis keulenförmig und 6–10 × 2,2–2,5 µm groß.

## Verbreitung
Das bekannte Verbreitungsgebiet von Exobasidum unedonis umfasst den europäischen Mittelmeerraum.

## Ökologie
Die Wirtspflanze von Exobasidium unedonis ist der Westliche Erdbeerbaum (Arbutus unedo), wahrscheinlich auch der Östliche Erdbeerbaum (Arbutus andrachne). Der Pilz ernährt sich von den im Speichergewebe der Pflanzen vorhandenen Nährstoffen, seine Basidien brechen später durch die Blattoberfläche und setzen Sporen frei. Die Sporen keimen zu  Keimschläuchen, aus denen sich dann Konidien und neues Myzel entwickeln.